# Krull-tétel
A gyűrűelméletben Krull tétele azt mondja ki, hogy egy egységelemes gyűrűnek van maximális ideálja. A tételt Wolfgang Krull 1929-ben látta be transzfinit indukció használatával. A Zorn-lemmát használva egyszerűbb bizonyítás is adható; sőt, a tétel ekvivalens a Zorn-lemmával és így a kiválasztási axiómával is.
A tétel nemkommutatív gyűrűkben is igaz, ha maximális ideálok helyett maximális bal- illetve jobbideálokról beszélünk.
Krull tétele ekvivalens azzal a látszólag erősebb állítással, hogy egy {\displaystyle R} egységelemes gyűrű bármely {\displaystyle I\subsetneq R} valódi ideáljához létezik olyan {\displaystyle {\mathfrak {m}}\subsetneq R} maximális ideál, hogy {\displaystyle I\subseteq {\mathfrak {m}}}. (Előfordul, hogy ezt erre az állításra is Krull-tétel néven hivatkoznak.) Valóban, {\displaystyle I=(0)} választással visszakapjuk az eredeti állítást; megfordítva, alkalmazzuk az eredeti tételt az {\displaystyle R/I} faktorgyűrűre; az így kapott maximális ideál {\displaystyle R}-beli ősképe egy {\displaystyle I}-t tartalmazó maximális ideál.

## Fordítás
- Ez a szócikk részben vagy egészben  a   Krull's theorem című angol Wikipédia-szócikk ezen változatának fordításán alapul.  Az eredeti cikk szerkesztőit annak laptörténete sorolja fel. Ez a jelzés csupán a megfogalmazás eredetét és a szerzői jogokat jelzi, nem szolgál a cikkben szereplő információk forrásmegjelöléseként.